# Melkerknoten
Melkerknoten bezeichnet eine gutartige virale Erkrankung, die auf der ganzen Welt auftritt und durch das Parapoxvirus bovis 2 hervorgerufen wird. Sie entsteht durch Infektion bei an Euterpocken erkrankten Rindern.
Die Infektion äußert sich durch die Bildung zahlreicher Flecken oder Rötungen an Händen und Unterarmen. Innerhalb von wenigen Tagen entwickeln sich die Flecken zu bräunlich-roten erbsengroßen Knötchen, sogenannten Papeln. In der Mitte solch einer häufig nässenden Veränderung befindet sich eine Einsenkung. Die Haut um den Herd herum ist hellrot und reizlos. Melkerknoten heilen von selbst nach 6 bis 8 Wochen ohne Narbenbildung ab. Die Heilung kann unterstützt werden, indem man die Knoten zum Austrocknen bringt.